# John Elphick
John Elphick est un directeur artistique et un chef décorateur britannique né le 12 août 1903 à Hartley Wintney dans le comté de Hampshire (Angleterre) et mort en 1973 dans le Middlesex (Angleterre).

## Filmographie partielle
- 1942 : Ceux qui servent en mer (In Which We Serve) de Noël Coward et David Lean
- 1945 : César et Cléopâtre (Caesar and Cleopatra) de Gabriel Pascal
- 1945 : La Madone aux deux visages (Madonna of the Seven Moons) d'Arthur Crabtree
- 1945 : Le Médaillon fatal (A Place of One's Own) de Bernard Knowles
- 1946 : Les Grandes Espérances (Great Expectations) de David Lean
- 1947 : Le mort se venge (Dear Murderer) d'Arthur Crabtree
- 1949 : The Lost People de Bernard Knowles et Muriel Box
- 1949 : Le Mystère du camp 27 (Portrait from Life) de Terence Fisher
- 1950 : Ultimatum (Seven Days to Noon) de John et Roy Boulting
- 1951 : L'assassin court toujours (Mr. Denning Drives North) de Anthony Kimmins
- 1953 : Double Crime à minuit (Park Plaza 605) de Bernard Knowles
- 1954 : Passeport diplomatique (Diplomatic Passport) de Gene Martel
- 1955 : Children Galore de Terence Fisher
- 1956 : The Gelignite Gang de Terence Fisher
- 1957 : Traqué par Scotland Yard (Town on Trial) de John Guillermin
- 1958 : Monstres invisibles (Fiend Without a Face) d'Arthur Crabtree
- 1958 : La Sépulture maudite (Grip of the Strangler) de Robert Day
- 1958 : Le Sang du vampire (Blood of the Vampire) de Henry Cass
- 1960 : L'Impasse aux violences (The Flesh and the Fiends) de John Gilling